# فرانشيسكو خيسوس بيريز ماليا
فرانشيسكو خيسوس بيريز ماليا (بالإسبانية: Francis Pérez)‏ (مواليد 17 ديسمبر 1981 في برباط - إسبانيا) لاعب كرة قدم إسباني يلعب حاليا لصالح نادي الدرجة الأولى خيريث الإسباني منذ 1999 في مركز الظهير الأيمن كما يجيد اللعب في مركز الوسط الأيمن .

## روابط خارجية
- فرانشيسكو خيسوس بيريز ماليا على موقع قاعدة بيانات كرة القدم.إي يو (الإنجليزية)
- فرانشيسكو خيسوس بيريز ماليا على موقع Soccerway.com (الإنجليزية)
- فرانشيسكو خيسوس بيريز ماليا على موقع AS.com (الإسبانية)